# Canti di Hyperion

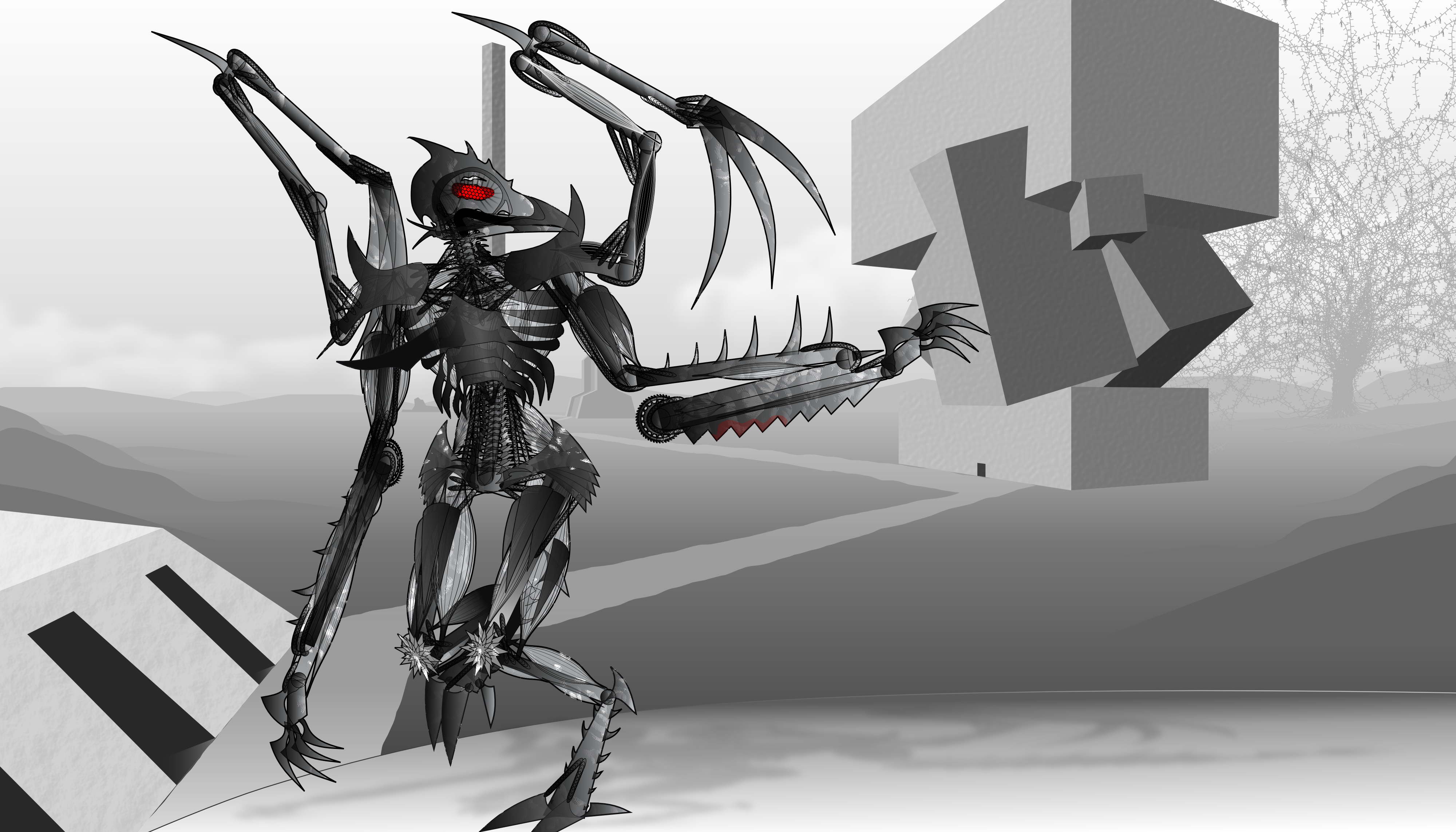
Rappresentazione dello Shrike presso le Tombe del tempo

I Canti di Hyperion (The Hyperion Cantos) è una tetralogia di romanzi di fantascienza scritta da Dan Simmons e pubblicata tra il 1989 e il 1997.
I romanzi che compongono il ciclo sono:
1. Hyperion (id., 1989)
2. La caduta di Hyperion (The Fall of Hyperion, 1990)
3. Endymion (id., 1995)
4. Il risveglio di Endymion (The Rise of Endymion, 1997).

La tetralogia è spesso classificata come fantascienza di genere space opera malgrado la notevole commistione di temi e stili differenti. Viene considerata una delle opere di fantascienza "epica" più importanti della fine del XX secolo. Il primo romanzo della serie vinse i premi Hugo e Locus nel 1990.
C'era la credenza che i primi due romanzi fossero concepiti da Simmons come un'opera unica, offerta all'editore come un unico manoscritto, ma che data la lunghezza dell'opera, si fosse preferito suddividere in due volumi. In realtà l'autore specificò in seguito che le due storie furono scritte in tempi diversi, e che per come vedeva lui le cose, la trama di Hyperion poteva anche terminare col primo romanzo. La credenza si era diffusa per via del fatto che la storia di Hyperion si conclude in modo piuttosto brusco senza un vero finale e lasciando molti misteri irrisolti.
Gli altri due romanzi della serie invece, Endymion ed Il risveglio di Endymion si svolgono in un periodo successivo di trecento anni rispetto all'epoca dei primi due, con nuovi protagonisti, nuove tematiche e con un ulteriore approfondimento sulla natura dei misteri già conosciuti.
Molta dell'attrattiva dell'opera deriva dai pervasivi riferimenti al repertorio del famoso poeta romantico John Keats (1795-1821), che scrisse il poema The Fall of Hyperion: A Dream nel 1819. Oltre ai titoli dei romanzi, varie citazioni dei poemi di Keats sono inserite nelle pagine dei romanzi e Simmons si spinge fino a dare un ruolo preminente ad un personaggio che è una replica artificiale del poeta, un cibrido (sorta di ibrido cibernetico dotato di un corpo clonale, la cui mente è un'intelligenza artificiale replicante di John Keats). Per certi versi la trama dell'opera di Dan Simmons ricalca metaforicamente la trama dell'opera di Keats fornendo ulteriore valore artistico ai romanzi.
Oltre ai quattro romanzi principali vi è un romanzo breve, Gli orfani di Helix (Orphans of the Helix, 1999; premio Locus 2000), ambientato 481 anni dopo la tetralogia, che getta uno sguardo sullo sviluppo dell'umanità in seguito agli eventi raccontati nell'ultimo libro, e due racconti brevi, Remembering Siri e The Death of the Centaur.

## Ambientazione

### Il pianeta Hyperion
Hyperion è il nome dell'immaginario pianeta sul quale si svolgono gran parte degli avvenimenti descritti nei primi due romanzi e a cui gli ultimi due sono comunque fortemente legati. È descritto come un pianeta di massa inferiore di un quinto rispetto a quella terrestre, con molta flora e fauna caratteristica. È inoltre uno dei nove pianeti labirinto perché nel sottosuolo ospita un antico labirinto dallo scopo inizialmente sconosciuto.
La sua caratteristica più importante resta comunque quella di essere il luogo su cui si trovano le "Tombe del Tempo", grandi monumenti circondati da campi "anti-entropici" che permettono loro di spostarsi all'indietro nel tempo. La regione dove si trovano le tombe è anche il luogo di origine dello Shrike (detto anche il Signore della Sofferenza), una terrificante creatura dagli apparenti poteri semidivini che svolge un ruolo chiave in tutti e quattro i romanzi.
Hyperion è tettonicamente inattivo, per cui non c'è alcuna deriva dei continenti né campi elettromagnetici significativi (per cui la bussola non funziona). In ciò, Hyperion è più simile a Marte che alla Terra.

### I pianeti e altri corpi celesti dei Canti di Hyperion
I seguenti astri appaiono o sono menzionati nei Canti di Hyperion.
ActeonCitato dal generale Morpurgo come uno dei probabili pianeti vittima della prima ondata dell'attacco Ouster.
Amarezza di SibiatuRibattezzato Grazia Ineluttabile dall'attuale popolazione di poche migliaia di coloni della Pax, è un pianeta del sistema solare Lacaille 9352. La pressione atmosferica è bassa e l'aria è rarefatta, ricca di metano e di ammoniaca, tanto da richiedere l'utilizzo di tute per esplorare il pianeta. I coloni sono molto religiosi e ricavano da vivere sfruttando le miniere di bauxite e i pozzi di zolfo.
AmritsarÈ un pianeta classificato ai livelli più bassi della scala di Solmev. Si trova nell'estrema Periferia, fu colonizzato qualche centinaio di anni dopo la Caduta da profughi di una guerra civile su Parvati. Alcune migliaia di Sikh e di Sufi vi ricavano faticosamente di che vivere. Parte del pianeta è ricoperta da deserti di sabbia color verde.
ArmaghastPianeta-prigione desertico su cui sono state trovate le rovine di un'antica civiltà aliena. È uno dei nove mondi labirinto. Attorno al pianeta ruotano ovoidi per condannati a morte basati sul principio della scatola del gatto di Schrödinger: un guscio d'energia a posizione fissa, contenente l'aria da respirare, un'apparecchiatura di riciclaggio dell'aria e del cibo, un letto, un tavolo, un grafer (uno strumento di registrazione della scrittura) e una fiala di gas cianuro pronto a uscire alla prima casuale emissione di isotopi. Tra i corpi orbitanti attorno al pianeta è possibile trovare anche delle fonderie automatiche, in cui vengono demolite e riciclate vecchie navi stellari.
ArthurMondo urbanizzato citato da Singh.
Asmodeo (lussuria)Uno dei sistemi solari colonizzati dagli Ouster e presi di mira dalla crociata indetta da papa Urbano XVI. La sua stella è una nana arancione di tipo K, non dissimile da Epsilon Eridani, ed è presente una popolata fascia di asteroidi avente ottantadue pianetini abitati da un milione e mezzo di Ouster, adattati e non.
AsquithPianeta popolato da esuli della Gran Bretagna. La patria di re Billy il Triste prima dell'esodo dei suoi artisti su Hyperion per evitare la ribellione del generale Horace Glennon-Height.
Belfagor (accidia)Uno dei sistemi solari colonizzati dagli Ouster e presi di mira dalla crociata indetta da papa Urbano XVI. La sua stella è una nana rossa attorno alla quale orbita un unico pianeta, un gigante gassoso somigliante al figlio dimenticato della stella di Barnard, Turbine.
Belzebù (gola)Uno dei sistemi solari colonizzati dagli Ouster e presi di mira dalla crociata indetta da papa Urbano XVI. La sua stella è una nana rossa, tipo Alfa Centauri C, priva di pianeti e di colonie, con solo una base militare Ouster e diverse navi sciame che orbitano nelle tenebre a una trentina di UA dalla stella.
Bosco Divino(anche Boschetto Divino; God's Grove nel testo originale)
 Pianeta foresta, patria dei Templari, che spinti dall'adorazione della natura cercano di forgiare la vita in modo da preservarla e diffonderla in tutta la galassia. Attorno al pianeta ruotano 6 lune. Anziché essere diviso in continenti e oceani, il pianeta si è tettonicamente evoluto in una singola massa di terra, con migliaia di lunghi bracci d'acqua salata che striano il panorama. Il fiume Teti percorre il pianeta compiendo un giro semicircolare, lambendo le radici dell'Albero del Mondo: unico nell'universo conosciuto, con gli ottanta chilometri di diametro del tronco e i cinquecento della chioma, pari alla base del Mons Olympus su Marte, l'Albero spinge i rami più alti nelle frange dello spazio.
BressiaTeatro di guerra del primo vero scontro tra la FORCE e gli Ouster (guerra in cui, a causa della brutalità operata e del largo impiego di armi non convenzionali di distruzione di massa, viene idealmente decretata la "morte" del codice Neo-Bushido, che fino ad allora regolava la vita militare nell'Egemonia).
Castel GandolfoAsteroide a forma di patata orbitante attorno al pianeta Pacem e visibile soltanto nel cielo notturno. Lungo più di quaranta chilometri e largo venticinque, Castel Gandolfo è in sé un piccolo pianeta: cielo azzurro, atmosfera ricca d'ossigeno trattenuta da campi di contenimento classe venti, pendii e terrazze verdeggianti d'erba e di messi, montagne artificiali coperte di foreste ricche di corsi d'acqua e popolate di piccoli animali.
Colonie OusterFra le molteplici colonie realizzate dagli Ouster è possibile trovare: foreste orbitali (con atmosfere contenute all'interno di campi di forza), fattorie cometa, città barattolo, progetti impraticabili, basi toroidali, ammassi nei punti di Lagrange, asteroidi incubatrice e alveari bolla. Alcuni Ouster hanno modificato il proprio DNA per adattarsi direttamente alla vita nello spazio e vengono indicati con il nome di Angeli Civili o Angeli di Lucifero (termine colloquiale utilizzato dalla Flotta della Pax).
Deneb DreiCitato da Joseph Severn alla cena sul Treetops, è uno dei mondi oggetto della seconda ondata d'assalto Ouster.
Deneb VierPianeta industrializzato, citato dal generale Morpurgo come uno dei probabili pianeti vittima della seconda ondata dell'attacco Ouster.
EsperanceIl secondo cibrido di Keats ha vissuto qui per un certo tempo ed è il pianeta da cui asserisce di provenire il caporale Rhadamanth Nemes. Dopo la Caduta è un pianeta su cui si pratica soprattutto l'agricoltura e la pesca.
Fascia di LambertFascia di asteroidi da cui proviene il lanciere Ahranwhal Gaspa K.T. Rettig.
FomalhautPianeta di piccole dimensioni, abitato da qualche migliaio di coloni, ricco di minerali, invaso dal generale Horace Glennon-Heigh nel corso della sua rivolta.
FreeholmMondo provinciale, caratterizzato da terribili tempeste autunnali, da cui proviene la madre dell'investigatrice Brawne Lamia.
FreudePianeta altamente popolato, in cui i giorni durano 39 ore. Raul Endymion vi transita sul suo kayak durante la traversata in solitaria tra i portali.
FujiPianeta industrializzato, di cui Templari preservano la biosfera. Kenzo Isozaki è originario di questo pianeta, allevato come samurai d'affari nelle isole felci, attorno alle quali brulica un nutrito numero di squali.
Galabia PescassusPianeta citato da Papa Urbano XVI, da cui proviene la genziana illirica che cresce nei giardini papali.
GardenPianeta un tempo patria dei centauri delle paludi, abitato da poche migliaia di coloni. È da questo pianeta che proviene il leggendario tappeto volante hawking appartenuto al Console.
GeaPianeta simile alla Vecchia Terra, citato da Joseph Severn in un dialogo con Hunt.
GrassPianeta appartenente ad un sistema solare con più soli, caratterizzato da praterie con erba di colore giallastro.
Groombridge Dyson DPianeta risultato di un fallito tentativo di terraformazione dell'Egemonia, abbandonato all'invasione dei ghiacciai di metano e ammoniaca e agli uragani di cristalli di ghiaccio. I pochi coloni superstiti, ingegneri musulmani del fallito Progetto di reclamazione genetica transafricana, sopravvissuti in biocupole e baracche dei cantieri orbitali, sono riusciti a terraformare il pianeta dopo la Caduta, rendendolo una tundra lapponica con aria respirabile e adattamenti della flora e della fauna dalla Vecchia Terra. Sul pianeta ci sono molti violenti predatori, evoluti e scatenati nei secoli di accelerata e autodiretta sperimentazione ARNista, e per proteggersi la popolazione ha deciso di erigere una muraglia che separa le regioni più selvagge delle terre alte, dalle savane popolate di cavalli e dalle foreste di cicladi in evoluzione a sud. La muraglia, alta più di trenta metri e lunga più di cinquemila chilometri, non è solo una difesa ma una vera e propria città lineare.
HebronPianeta con popolazione prevalentemente di religione ebraica, anticamente abitato dagli empatici Seneschai Aluit. L'uso dei teleporter è limitato alla sola capitale, Nuova Gerusalemme, sede del famoso Centro Medico Sinai.
HyperionUno dei nove mondi labirinto, sede delle tombe del tempo e del misterioso Shrike.
IxionPianeta ad alta gravità, in buona parte ricoperto una folta giungla, citato durante la riunione degli alti esponenti della Pax, utilizzato dall'Opus Dei per la raccolta di cadaveri umani. Ixion non si è mai ripreso appieno dalla Caduta, e nel lato del pianeta escluso dall'influenza della Pax c'è un vero e proprio labirinto di rovine invase dalle erbacce, popolato soprattutto da belligeranti tribù di neomarxisti, da fautori della rinascita dei nativi americani e da bande di fuorilegge e di ARNisti erranti che tentano di riportare in vita tutte le specie classificate di dinosauri della Vecchia Terra. Una legge locale vieta l'utilizzo di trasmissioni a microonde.
Kastrop-RauxelPianeta utilizzato dal PFE per intrattenere conversazioni private, poiché non allacciato alla sfera dati, privo di satelliti artificiali e abitazioni umane.
Lee TrePianeta colpito da attentati terroristici dei realisti di Glennon-Height dopo l'inizio dell'invasione Ouster. Il pianeta ospita campi di addestramento per i soldati della Prima Legione, tra i quali il caporale Rhadamanth Nemes.
Leviatano (invidia)Uno dei sistemi solari colonizzati dagli Ouster e presi di mira dalla crociata indetta da papa Urbano XVI. La sua stella è una nana bianca, tipo Sirio, con solo una decina di asteroidi ammassati nelle vicinanze del pallido sole. Gli asteroidi, privi di difese militari, vengono probabilmente utilizzati dagli Ouster come pianetini incubatrice e ambienti cavi pressurizzati.
Lucifero (orgoglio)Uno dei sistemi solari colonizzati dagli Ouster e presi di mira dalla crociata indetta da papa Urbano XVI. Il sistema, brulicante di Ouster, ha al centro una stella gialla tipo G, con sei pianeti, due dei quali abitabili anche senza preventivo terraformazione.
LunaSatellite naturale della Vecchia Terra, ha un solo posto ancora abitabile, un tratto di montagna e di mare riservato alla cerimonia Masada della FORCE.
LususMondo industriale ad alta gravità (1.3g) in cui la gente vive in alveari. L'investigatrice Brawne Lamia è originaria di questo mondo. A causa dell'alta gravità, gli abitanti del pianeta si sono evoluti bassi e tozzi.
MadhyaPianeta minerario scarsamente popolato sul quale è avvenuto l'omicidio del cibrido Johnny. Madhya è un sistema "nero", non risultante sulle guide e sugli elenchi dei teleporter civili. Attorno al pianeta ruota una luna di grandi dimensioni.
Madre de DiosPianeta provinciale scarsamente popolato, desertico e sassoso, in apparenza popolato da coloni dell'America Latina, devoti alla Santa Madre di Cristo. È il pianeta d'origine del Padre Capitano Federico de Soya.
Mammone (cupidigia)Uno dei sistemi solari colonizzati dagli Ouster e presi di mira dalla crociata indetta da papa Urbano XVI.
Mao QuattroPianeta citato durante la riunione degli alti esponenti della Pax, utilizzato dall'Opus Dei per raccogliere cadaveri umani.
Mare InfinitumPianeta sommerso da acque di colore viola, appartenente ad un sistema solare con due stelle (la principale è 70 Ophiuchi A, la secondaria 70 Ophiuchi B). La popolazione lo ha colonizzato con città galleggianti (Santa Teresa è una delle più estese) e fattorie marine. Il pianeta dà l'impressione d'avere tre lune ma in realtà esso è il satellite di un vicino pianeta roccioso di dimensioni gioviane.
MarteIl primo pianeta colonizzato dalla specie umana, malgrado il suo basso indice di 2,5 nella vecchia scala Solmev. Patria dei palestinesi dopo la loro fuga dalla Terra. Durante i secoli dell'Egemonia dell'Uomo è il quartier generare della FORCE, il braccio militare del governo. Nel secolo successivo alla Caduta, residui della Force formarono una brutale dittatura militare, la cosiddetta "Macchina da guerra marziana", che estese il proprio dominio fino ai sistemi Centauro e Tau Ceti e che sarebbe potuta divenire il germe di un secondo impero interstellare se la Pax non fosse intervenuta sedando la rivolta.
MetaxasCitato dalla dottoressa Singh, che prestò le prime cure a Rachel Weintraub, durante il dialogo con Sol Weintraub.
Mondo di BarnardÈ uno dei primi mondi extrasolari ad essere colonizzato, ed il suo sistema è il più vicino a quello della Vecchia Terra (solo 6 anni luce). Il pianeta è molto vicino (0.126 UA) alla sua stella, una nana rossa, e ci sono voluti secoli di terraformazione per renderlo abitabile. Il pianeta, la cui capitale è Bussard City (ribattezzata San Tommaso dopo l'avvento nella Pax), ha grandi estensioni di campi coltivati e rinomati istituti scolastici. Rachel Weintraub è originaria di questo mondo ed il padre Sol insegnava in uno dei college locali. Il Mondo di Barnard entra a far parte della Pax circa 212 anni dopo la Caduta, e solo a seguito di una sanguinosa guerra civile fra i cattolici e le bande partigiane più o meno raggruppate sotto il nome di Liberi Credenti. I Liberi Credenti hanno mantenuto alcune sacche di resistenza nella boscaglia vicino al placido fiume Turkey Run.
NCG 2629-4BIVUnico pianeta abitabile tra gli otto del sistema NCG 2629, ha un insolito ciclo lunare conferitogli da due lune molto irregolari che in realtà sono asteroidi catturati dal campo gravitazionale del pianeta. Non è mai stato seriamente colonizzato, né terraformato, a parte la casuale semina RNA nei primi tempi dell'Egira, e a quanto pare è stato incluso nel giro turistico del Teti solo per i panorami e per l'osservazione d'animali. Solo alcune migliaia d'anime popolano le giungle e gli altopiani di questo primitivo pianeta: gli animali ottenuti per semina RNA sono in grado di mangiare gli esseri umani e hanno decimato la popolazione.
NevermorePianeta dotato di una catena montuosa nella parte settentrionale, in cui trova rifugio il Capo del culto Shrike dopo la disattivazione dei teleporter. Il pianeta è ricco di tetri villaggi scavati nella roccia e di castelli di pietra siti sulle pareti dei canyon. Il cielo è perpetuamente fosco e di notte è striato da molteplici comete.
NordholmPianeta urbanizzato dotato di un grande e gelido mare, citato da Joseph Severn alla cena sul Treetops.
Nuevo MadridPianeta su cui vive Melinda, parente del Padre Capitano Federico de Soya.
Nuova ArmoniaPianeta citato durante la riunione degli alti esponenti della Pax, utilizzato dall'Opus Dei per raccogliere cadaveri umani.
Nuova MeccaCitato dal generale Morpurgo come uno dei probabili pianeti vittima della seconda ondata dell'attacco Ouster.
Nuova TerraRicostruzione della Terra originale apparentemente effettuata dal Nucleo delle intelligenze artificiali.
Omicron2 ed Epsilon3(pianeti dell'Esperimento Abitativo Eurasiano)
Pianeti gemelli pesantemente terraformati e scarsamente illuminati che girano con la loro complicata coreografia nello spazio di mezzo anno luce fra Epsilon Eridani (stella nana arancione, di tipo K) ed Epsilon Indi. L'Esperimento è stato un eroico tentativo utopistico pre-Egira di ottenere contro ogni probabilità il terra-forming e la perfezione politica, soprattutto neomarxista, in mondi ostili.
PacemPianeta privo di lune che ospita la sede della Chiesa cattolica, patria di Lenar Hoyt. Il Vaticano e parte della città di Roma vi sono stati ricollocati dopo il Grande Errore che si pensava avesse distrutto la Vecchia Terra. Interventi di terraformazione hanno reso il pianeta più ospitale, ma prima della Caduta l'unico continente abitabile di Pacem si trovava a 1500 metri sul livello standard del mare e l'aria era rarefatta e ricca d'ossigeno. Oltre al pianeta, anche una serie di asteroidi sono stati compattati e terraformati e hanno dato vita a Castel Gandolfo, l'asteroide papale visibile nel cielo notturno di Pacem. Il giorno di Pacem ha la durata di 19 ore.
ParsimonyPianeta citato e visitato da Martin Sileno.
ParvatiMondo desertico malamente terraformato, con poco ossigeno, a malapena sufficiente a sostenere la vita umana. L'atmosfera è composta soprattutto di anidride carbonica. La popolazione contava alcune decine di milioni di abitanti prima della Caduta, poi decimati a meno di mezzo milione nel giro di due secoli. La maggior parte degli abitanti, principalmente indù protestanti, vive in una sola grande città, Gandhiji.
PatawphaMeina Gladstone, Primo Funzionario Esecutivo del Senato dell'Egemonia dell'Uomo, proviene da questo pianeta. Il pianeta è in buona parte paludoso e il sergente Gregorius è cresciuto sul continente settentrionale, in una società di guerrieri dove ciascuno nasce con otto nomi, sette dei quali sono "nomi deboli", e solo i superstiti delle "sette prove" hanno il privilegio di scartare i "nomi deboli" ed essere conosciuti col solo "nome forte".
Patto Maui (Maui-Covenant)Pianeta d'acqua in origine popolato da un miscuglio di conservazionisti e isolani pacifici. La ricca biosfera include isole mobili viventi.
Pegaso 51Corpo celeste (non viene specificato se pianeta, satellite o asteroide) dal quale la Pax Mercatoria estrae metalli fissili.
Porta del Paradiso (Heaven's Gate)Pianeta tossico orbitante attorno a Vega Primo, difficile da mantenere terraformato, ma ricco di risorse minerarie. È usato come soggiorno temporaneo (e altamente scomodo) da Martin Sileno dopo il suo allontanamento forzato da Vecchia Terra. La sua capitale è Città Piana Fangosa.
Primo RinascimentoPianeta agricolo orbitante attorno alla stessa stella di Vettore Rinascimento.
Qom-RiyadhPianeta di natura desertica orbitante attorno ad una stella rossa di tipo G2. Il suolo ha una caratteristica colorazione rossa e la vegetazione un colore tendenzialmente giallastro. Un giorno su questo pianeta dura 22 ore. Il pianeta è abitato da musulmani e Mashhad, capitale del continente meridionale, è la sede della Grande Moschea.
Rinascimento MinorePianeta dello stesso sistema solare di Vettore Rinascimento, secondo in ordine di distanza dal proprio sole. Ha una popolazione molto meno numerosa di Vettore Rinascimento ed è sfruttato soprattutto per l'agricoltura: enormi fattorie automatizzate ricoprono gran parte del pianeta e riforniscono Vettore Rinascimento. Ha una luna terraformata che viene utilizzata dall'Opus Dei per la raccolta di cadaveri umani.
Satana (ira)Uno dei sistemi solari colonizzati dagli Ouster e presi di mira dalla crociata indetta da papa Urbano XVI. Attorno alla stella non sono presenti navi Ouster, solo colonie di riproduzione disseminate fino alla Nube di Oort del sistema.
Sistema PatrioCitato dall'ammiraglio Singh come il più lontano tra i 25 pianeti bersaglio dell'attacco Ouster.
Sol Draconis SeptemPianeta malamente terraformato, con atmosfera glaciale e gravità 1.7g. Dopo la Caduta il progetto di terraformazione è fallito e il pianeta è tornato per la maggior parte al precedente stato di iperglaciazione (l'atmosfera risulta per la maggior parte allo stato solido). Solo gli indigeni, i Chitchatuk, sono sopravvissuti alla Caduta e vivono in condizioni primitive, cacciando e nutrendosi di spettri artici, esseri dalla bianca pellicia e le lunghe zanne, molto veloci e letali per l'uomo. Nel sistema solare di Sol Draconis Septem sono presenti tre giganti gassosi, utilizzati dalle navi torcia di passaggio per ricaricare le proprie scorte di idrogeno.
SvobodaUn pianeta a malapena abitabile in rotazione sincrona a tre anni luce dal pianeta Pacem. È uno dei nove mondi labirinto, e nelle viscere del labirinto sono intrappolati, su lastre appese alle pareti, decine e decine di milioni di esseri umani. Dopo la Caduta, secondo quanto affermato dal Padre Capitano Federico de Soya, il pianeta ha subito un attacco Ouster che ha debellato la popolazione locale. Il lato del roccioso pianeta esposto al sole ribolle al punto che il piombo vi scorre come acqua, mentre sul lato non illuminato la rarefatta atmosfera è sempre sul punto di solidificarsi in ghiaccio. I pochi abitanti superstiti vivono in cupole a campo di forza nella zona del crepuscolo.
Tai ZhinUno dei mondi periferici occupato dagli Ouster dopo la caduta.
Tau Ceti Centro (TC2)Capitale amministrativa dell'Egemonia umana. Come un'ecumenopoli, è il pianeta più densamente popolato sotto l'Egemonia umana, sede del Senato dell'Egemonia, della Camera di governo e del Parco dei Caprioli. Attorno al pianeta ruotano numerose abitazioni orbitali.
ThaliaCitato dal generale Morpurgo come uno dei probabili pianeti vittima della prima ondata dell'attacco Ouster.
TempeCitato dal generale Morpurgo come uno dei probabili pianeti vittima della prima ondata dell'attacco Ouster.
Terra DueAccennato da Diana durante il rapimento del cìbrido Keats.
Territori della Fascia di LambertCorpi celesti citati durante la riunione degli alti esponenti della Pax, e utilizzati dall'Opus Dei per raccogliere cadaveri umani.
T'ien ShanCome si evince dal nome del pianeta, "Montagne del cielo", ha una morfologia prevalentemente montagnosa (alcune vette superano i 20 000 metri d'altezza), mentre il rimanente terreno è coperto da un tumultuoso mare acido che emette gas velenosi (fosgene). È popolato da buddhisti, ebrei, musulmani e credenti in altre religioni. T'ien Shan, la cui gravità è di 0.954g, ha cinque lune: quattro sono asteroidi catturati, ma seguono un'orbita abbastanza bassa da riflettere molta luce; la quinta, chiamata l'Oracolo, è grande quasi quanto la Luna della Vecchia Terra, ma segnata sul quadrante superiore destro da un solo, enorme cratere d'impatto i cui raggi si allargano come una lucente ragnatela verso ogni angolo visibile della sfera. Il pianeta ruota attorno ad una stella di tipo G, assieme ad altri dieci pianeti, di cui tre giganti gassosi, due fasce di asteroidi e un'alta percentuale di comete nella parte interna del sistema.
Toroide della Pax Mercatoriaè il quartier generale della Pax Mercatoria, situato nel punto troiano L5, a circa sessanta gradi dal piano dell'eclittica rispetto al pianeta Pacem. Ha l'aspetto di un'enorme ciambella realizzata in carbonio-carbonio, spessa 270 metri, larga più di un chilometro e del diametro di 26 chilometri, dall'interno intersecato di filiformi bacini di carenaggio, antenne di trasmissione e scomparti di carico.
Tsingtao-Hsishuang PannaCitato dal generale Morpurgo come uno dei probabili pianeti vittima della prima ondata dell'attacco Ouster. È uno dei pianeti nei quali l'Opus Dei raccoglie i cadaveri umani.
TurbineGigante gassoso orbitante attorno alla stella di Barnard.
Vecchia TerraLa Terra originale, ritenuta distrutta a causa del "grande errore" (un esperimento scientifico in cui un buco nero in miniatura è sfuggito al controllo degli scienziati umani e delle intelligenze artificiali, inghiottendo il pianeta). In seguito viene rivelato essere stata traslata nella Piccola Nube di Magellano dagli "Altri", esseri dalle abilità e dalla coscienza semi-divine abitanti il Vuoto Legante (lo Spazio di Planck). Anche nella sua nuova posizione la Terra ruota attorno ad una stella di tipo G, molto simile al vecchio Sole.
Vettore RinascimentoPianeta molto simile alla Terra secondo la scala Solmev, famoso per le università, per i centri medici (quasi tutti i trattamenti Poulsen vengono effettuati su questo pianeta), per l'arte barocca e per la produzione industriale. Nei suoi cantieri si fabbricano la maggior parte delle navi spaziali della FORCE, ed è da questo pianeta che proviene la nave del Console. Da Vinci è la capitale ma l'intera massa di terre emerse e buona parte dell'unico oceano sono urbanizzati, per cui c'è poca distinzione fra un centro urbano e l'altro. Nel suo sistema solare è il terzo pianeta in ordine di distanza dalla propria stella, e ha 3 lune.
Vitus-Gray-Balianus BPianeta di piccole dimensioni e di natura desertica, abitato dagli adepti della religione Amoiete Spectrum Helix, che consente matrimoni non convenzionali anche tra più persone. Il fiume Teti solca questo pianeta e case di mattoni crudi si ammassano lungo le sponde del fiume. Più o meno a ogni chilometro è presente una chiusa o una diga, e gran parte dell'acqua viene aspirata per l'irrigazione dei campi verdeggianti che fiancheggiano le rive. La gravità del pianeta è bassa, meno di due terzi di quella della Terra, ma gli abitanti sono comunque di corporatura bassa e tarchiata. Il pianeta ha due lune che periodicamente causano una duplice eclissi solare della durata di 19 minuti esatti.
WhirlIl fratello dimenticato del Mondo di Barnard. Un gigante gassoso precedentemente occupato dagli Zeplin, una specie di grossi esseri semi-senzienti che ne occupavano, galleggiando nel gas, gli strati più caldi dell'atmosfera.